# Johann IV. (Sponheim-Starkenburg)
Graf Johann IV. von Sponheim (* vor 1338; † 16. Oktober 1413 oder 12. April 1414) regierte die Grafschaft Sponheim 15 Jahre (1398–1413).

## Leben
Sein Vater war Johann III. von Sponheim. Johann IV. heiratete 1346 Elisabeth von Sponheim († nach 18. April 1395, begraben in Himmerod), Tochter des Grafen Walram von Sponheim und der Elisabeth von Katzenelnbogen. Die Ehe wurde durch die Väter der beiden Grafschaften besiegelt, die wegen der Stadt Simmern eine Fehde gegeneinander führten. Der Mainzer Erzbischof stellte den Frieden der beiden Parteien wieder her; um die geschlossene Freundschaft zu befestigen sollten die beiden (Johann IV. und Elisabeth) heiraten.
Johann IV. trat erst mit 60 Jahren die Herrschaft an.

## Nachkommen
- Johann V. letzter Graf von Sponheim († 1437), ⚭ 1415 Walpurga von Leiningen